# Поперечка (приток Карымки)
Поперечка — река в России, протекает по Алейскому району Алтайского края. Устье реки находится в 7 км по правому берегу реки Карымка. Длина реки составляет 10 км, площадь водосборного бассейна 63 км².

## Данные водного реестра
По данным государственного водного реестра России относится к Верхнеобскому бассейновому округу, водохозяйственный участок реки — Алей от Гилёвского гидроузла и до устья, речной подбассейн реки — бассейны притоков (Верхней) Оби до впадения Томи. Речной бассейн реки — (Верхняя) Обь до впадения Иртыша.